# Jacob Palis
Jacob Palis, Jr. (Uberaba, Minas Gerais; 15 de marzo de 1940-7 de mayo de 2025) fue un profesor y matemático brasileño. Desde 1973 ha mantenido una posición permanente como profesor en el Instituto Nacional de Matemática Pura e Aplicada en Río de Janeiro, Brasil. Fue director de este Instituto de 1993 a 2003. Fue secretario general de la Academia de Ciencias para los Países en Desarrollo de 2004 a 2006, y elegido presidente en 2006. También fue presidente de la Unión Internacional Matemática de 1999 al 2002.

## Biografía
Estudió bajo la tutela de Stephen Smale en la Universidad de California en Berkeley, y tituló su tesis de 1968 On Morse-Smale Diffeomorphisms. A la fecha Palis, personalmente ha asesorado a más de cuarenta estudiantes de Doctorado en más de diez países.
Palis ha recibido numerosas medallas y condecoraciones. Es miembro extranjero de varias academias de ciencia, incluyendo la Academia Nacional de Ciencias de Estados Unidos y la Academy of Sciences Academia de Ciencias de Francia. En 2005 Palis fue nombrado miembro de la Legión de Honor.
Es miembro de la Academia Noruega de Ciencias y Letras. En 2010 se le otorgó el Prize Premio Balzán por sus contribuciones fundamentales a la teoría matemática de sistemas dinámicos que ha sido la base de numerosas aplicaciones en varias disciplinas científicas (como el estudio de las oscilaciones).
Su Número de Erdős es 3.
Palis es miembro de la junta directiva del Grupo de Iniciativa de la Ciencia.

## Líneas de Investigación
Los temas de interés en las investigaciones Palis son principalmente sistemas dinámicos y ecuaciones diferenciales. Algunos temas son: Estabilidad Global e hiperbolicidad, bifurcaciones, atractores y sistemas caóticos.

## Publicaciones seleccionadas
- On Morse-Smale Dynamical Systems, Topología 19, 1969 (385-405).
- Structural Stability Theorems, with S. Smale, Proceedings of the Institute on Global Analysis, American Math. Society, Vol. XIV, 1970 (223-232).
- Cycles and Bifurcations Theory, with S. Newhouse, Asterisque 31, Société Mathématique de France, 1976 (44-140).
- The Topology of Holomorphic Flows near a Singularity, with C. Camacho and N. Kuiper, Publications Math.Institut Hautes Études Scientifiques 48, 1978 (5-38).
- Moduli of Stability and Bifurcation Theory, Proceedings of the International Congress of Mathematicians, Helsinki, 1978 (835-839).
- Stability of Parameterized Families of Gradient Vector Fields, with F. Takens, Annals of Mathematics 118, 1983 (383-421).
- Cycles and Measure of Bifurcation Sets for Two-Dimensional Diffeomorphisms, with F. Takens, Inventiones Mathematicae 82, 1985 (397-422).
- Homoclinic Orbits, Hyperbolic Dynamic and Fractional Dimensions of Cantor Sets (Lefschetz Centennial Conference) Contemporary Mathematics - American Mathematical Society, 58, 1987 (203-216).
- Hyperbolicity and Creation of Homoclinic Orbits, with F.Takens, Annals of Mathematics 125, 1987 (337-374).
- On the C1 Omega-Stability Conjecture, Publications Math. Institut Hautes Études Scientifiques, 66, 1988 (210-215).
- Bifurcations and Global Stability of Two-Parameter Families of Gradient Vector Fields with M. J. Carneiro, Publications Math. Institut Hautes Études Scientifiques 70, 1990 (103-168).
- Homoclinic Tangencies for Hyperbolic Sets of Large Hausdorff Dimension, with J.C. Yoccoz, Acta Mathematica 172, 1994 (91-136).
- High Dimension Diffeomorphisms Displaying Infinitely Many Sinks, with M. Viana, Annals of Mathematics 140, 1994 (207 - 250).
- A Global View of Dynamics and a Conjecture on the Denseness of Finitude of Attractors. Astérisque. França: , v.261, p.339 - 351, 2000.
- Homoclinic tangencies and fractal invariants in arbitrary dimension, with C. Moreira and M. Viana, C R Ac Sc Paris., 2001.
- Nonuniformily hyperbolic horseshoes unleashed by homoclinic bifurcations and zero density of attractors, with J.-C. Yoccoz, C R Ac Sc Paris., 2001.

Libros Publicados
- Geometric Theory of Dynamical Systems, with W. de Melo. Springer-Verlag, 1982; también publicado en Portugués, Ruso y Chino.
- Hyperbolicity and Sensitive-Chaotic Dynamics at Homoclinic Bifurcations, Fractal Dimensions and Infinitely Many Attractors, with F. Takens. Cambridge Univ. Press, 1993; Second Edition, 1994.